# Damernas hopp i freestyle vid olympiska vinterspelen 1998
Damernas hopp i freestyle vid olympiska vinterspelen 1998 vid de olympiska vinterspelen 1998 avgjordes den 18 februari.

## Medaljörer
| Spel | Guld              | Silver          | Brons               |
| Hopp | Nikki Stone (USA) | Xu Nannan (CHN) | Colette Brand (SUI) |

## Resultat

### Kval
| Placering | Namn                | Land       | Hopp 1 | Hopp 2 | Totalt | Noteringar |
| --------- | ------------------- | ---------- | ------ | ------ | ------ | ---------- |
| 1         | Xu Nannan           | Kina       | 88,83  | 93,18  | 182,01 | Q          |
| 2         | Alla Tsuper         | Ukraina    | 91,05  | 87,41  | 178,46 | Q          |
| 3         | Veronica Brenner    | Kanada     | 85,40  | 89,46  | 174,86 | Q          |
| 4         | Nikki Stone         | USA        | 78,10  | 95,90  | 174,00 | Q          |
| 5         | Hilde Synnøve Lid   | Norge      | 84,53  | 84,26  | 168,79 | Q          |
| 6         | Ji Xiaoou           | Kina       | 86,10  | 81,32  | 167,42 | Q          |
| 7         | Colette Brand       | Schweiz    | 90,40  | 74,67  | 165,07 | Q          |
| 8         | Guo Dandan          | Kina       | 85,68  | 78,27  | 163,95 | Q          |
| 9         | Tetiana Kozachenko  | Ukraina    | 72,79  | 89,30  | 162,09 | Q          |
| 10        | Michèle Rohrbach    | Schweiz    | 74,67  | 87,09  | 161,76 | Q          |
| 11        | Yuliya Kliukova     | Ukraina    | 79,23  | 82,36  | 161,59 | Q          |
| 12        | Olena Yunchyk       | Ukraina    | 77,64  | 79,31  | 156,95 | Q          |
| 13        | Lina Cheryazova     | Uzbekistan | 76,45  | 77,57  | 154,02 |            |
| 14        | Kirstie Marshall    | Australien | 66,46  | 82,53  | 148,99 |            |
| 15        | Evelyne Leu         | Schweiz    | 93,60  | 55,12  | 148,72 |            |
| 16        | Sabina Hudribusch   | Österrike  | 68,87  | 78,56  | 147,43 |            |
| 17        | Tracy Evans         | USA        | 88,96  | 58,27  | 147,23 |            |
| 18        | Liselotte Johansson | Sverige    | 60,48  | 79,75  | 140,23 |            |
| 19        | Caroline Olivier    | Kanada     | 57,71  | 76,23  | 133,94 |            |
| 20        | Stacey Blumer       | USA        | 84,00  | 46,90  | 130,90 |            |
| 21        | Mafalda Pereira     | Portugal   | 60,90  | 57,96  | 118,86 |            |
| 22        | Nataliya Orekhova   | Ryssland   | 69,45  | 49,16  | 118,61 |            |
| 23        | Jacqui Cooper       | Australien | 69,65  | 31,54  | 101,19 |            |
| 24        | Yin Hong            | Kina       | 69,61  | 21,12  | 90,73  |            |

### Final
| Placering | Namn               | Land    | Hopp 1 | Hopp 2 | Totalt | Noteringar |
| --------- | ------------------ | ------- | ------ | ------ | ------ | ---------- |
| 1         | Nikki Stone        | USA     | 98,15  | 94,85  | 193,00 |            |
| 2         | Xu Nannan          | Kina    | 87,57  | 99,40  | 186,97 |            |
| 3         | Colette Brand      | Schweiz | 87,88  | 83,95  | 171,83 |            |
| 4         | Tetiana Kozachenko | Ukraina | 81,49  | 85,83  | 167,32 |            |
| 5         | Alla Tsuper        | Ukraina | 82,18  | 83,94  | 166,12 |            |
| 6         | Hilde Synnøve Lid  | Norge   | 74,82  | 85,36  | 160,18 |            |
| 7         | Guo Dandan         | Kina    | 89,81  | 69,93  | 159,74 |            |
| 8         | Yuliya Kliukova    | Ukraina | 68,76  | 84,39  | 153,15 |            |
| 9         | Veronica Brenner   | Kanada  | 60,75  | 90,40  | 151,15 |            |
| 10        | Olena Yunchyk      | Ukraina | 56,84  | 82,21  | 139,05 |            |
| 11        | Michèle Rohrbach   | Schweiz | 61,48  | 67,88  | 129,36 |            |
| -         | Ji Xiaoou          | Kina    | DNS    | DNS    | DNS    |            |